# Ichthyophis paucisulcus
Ichthyophis paucisulcus là một loài lưỡng cư thuộc họ Ichthyophiidae.
Loài này có ở Indonesia và Singapore.
Môi trường sống tự nhiên của chúng là rừng ẩm vùng đất thấp nhiệt đới hoặc cận nhiệt đới, đầm nước nhiệt đới hoặc cận nhiệt đới, sông ngòi, sông có nước theo mùa, các đồn điền, vườn nông thôn, rừng trước đây suy thoái nghiêm trọng, đất nông nghiệp có lụt theo mùa, và kênh đào và mương rãnh.